# 朴花英
《朴花英》，是一部於2018年7月19日上映的韓國電影。講述了女高中生朴花英在被母親遺棄後獨自生活，許多年輕人會到她家裡聚會狂歡，儘管大家都稱呼她“媽媽”，但大部分的人只是在利用她。

## 演員
| 演員   | 角色   | 介紹 |
| 金佳熙 | 朴花英 | 被親生母親拋棄，獨自生活在母親留下的房子裡。雖然是高中生，但幾乎沒有到過學校，把自己的家作為祕密基地借給同齡朋友。     |
| 姜旻兒 | 殷美靜 | 與朴花英最親近的朋友，擁有漂亮的外貌。因為練習生身份，所以不願意親自做有損形象的事情，將這些都推給花英處理。           |
| 李在均 | 姜英宰 | 殷美靜的男朋友，性格粗暴，是團體裡的老大。生氣時不管對象是誰都會惡言相向，甚至對女友美靜施暴，對花英也施以嚴重的暴行。 |
| 李瑜美 | 世真   | 在朴花英家一起生活的離家出走的青少年，瞞著美靜與英宰發生關係。                                                         |